# برايان بيندكت
برايان بيندكت (بالإنجليزية: Brian Benedict)‏ هو لاعب كرة قدم أمريكي، ولد في 27 ديسمبر 1968.